# Pont a Campmany
El Pont a Campmany és una obra del municipi de Biure (Alt Empordà) inclosa en l'Inventari del Patrimoni Arquitectònic de Catalunya.

## Descripció
Està situat al nord-est del nucli urbà de la població de Biure, damunt del riu Llobregat i a tocar del terme municipal de la població de Campmany, de la que es troba a mig camí.
Es tracta d'un pont format per dos arcs de mig punt de dimensions diferents, amb un tallamar al mig. És de planta triangular i està rematat per una coberta piramidal. La part superior del pont està delimitada per una barana d'obra de la mateixa factura que la resta de l'estructura, però separada d'aquesta mitjançant una cornisa motllurada situada damunt dels dos ulls. Per la banda sud-oest, anant de la població de Biure a Capmany, el cappont presenta un eixamplament a banda i banda.
Tot el pont presenta el mateix tipus de parament, construït amb carreus de pedra ben escairats disposats en filades regulars.